# Alloschemone occidentalis
Alloschemone occidentalis är en kallaväxtart som först beskrevs av Eduard Friedrich Poeppig, och fick sitt nu gällande namn av Adolf Engler och Kurt Krause. Alloschemone occidentalis ingår i släktet Alloschemone och familjen kallaväxter. Inga underarter finns listade.